# Fiat Dino
La Fiat Dino è un'automobile sportiva prodotta dalla casa automobilistica italiana FIAT, tra il 1966 e il 1972, nelle versioni Coupé di Bertone e Spider di Pininfarina. La prima «Dino» in versione spider, fu presentata il 3 novembre 1966 al salone di Torino, e pochi mesi più tardi, il 9 marzo 1967, fu presentata anche la prima in versione coupé al Salone di Ginevra.

## Il contesto
La Dino nacque da un accordo tra la FIAT e la Ferrari, siglato per l'esigenza della casa di Maranello di costruire rapidamente un numero sufficiente di motori Dino (così chiamati perché derivati da un progetto del 1956 dello scomparso figlio di Enzo Ferrari, Alfredo, detto Dino) per ottenere l'omologazione in Formula 2 della Ferrari Dino 166 F2.

Fu una alleanza industriale che prevedeva una sinergia per la costruzione di cinquecento motori in dodici mesi, allo scopo di raggiungere la quota prevista dai nuovi regolamenti di partecipazione al campionato F2, che sarebbero entrati in vigore nel 1967. I contenuti del accordo Fiat-Ferrari vennero resi noti alla stampa il 1º marzo 1965, sollevando un grande clamore in tutto il mondo sportivo. 

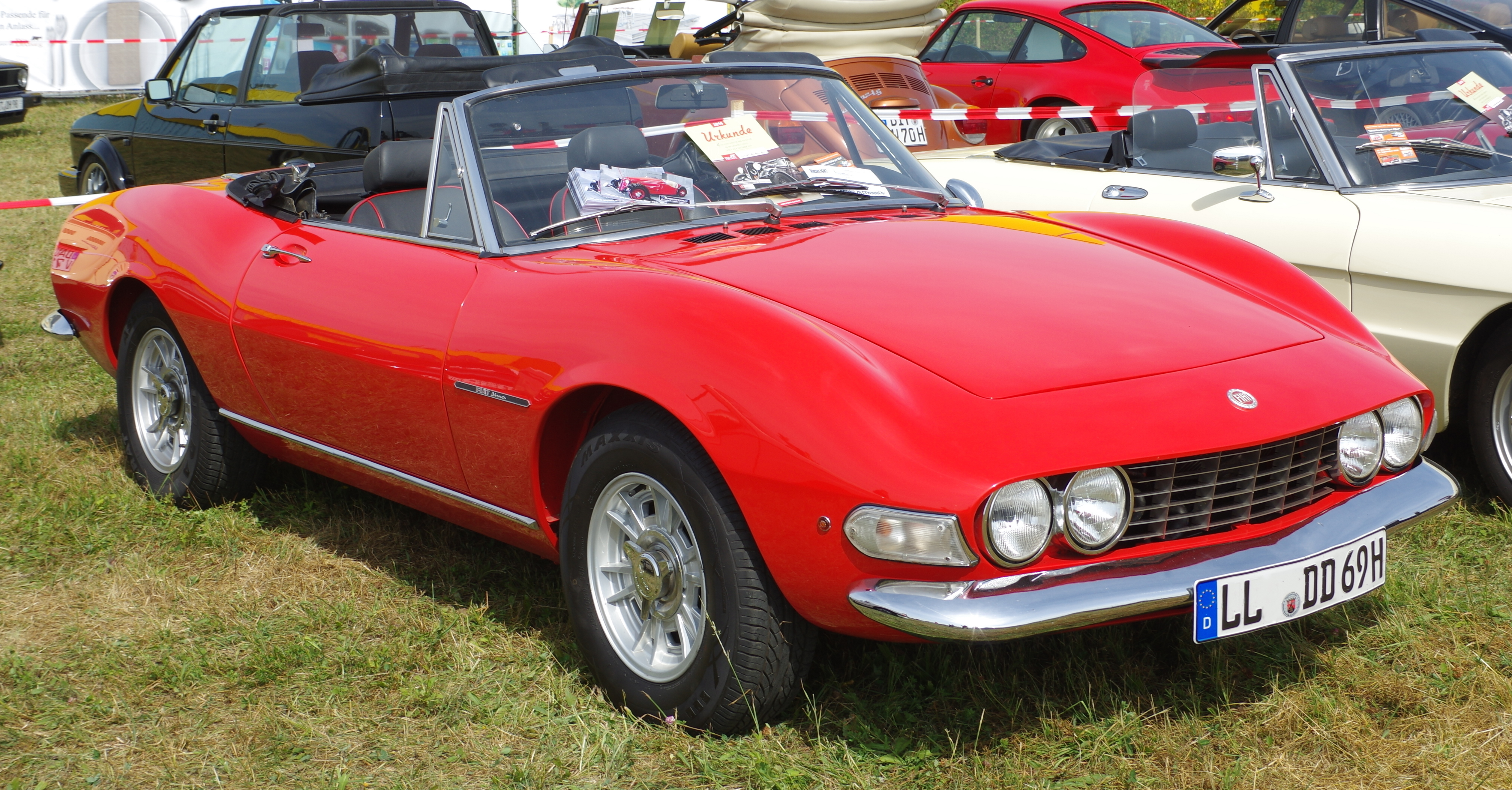
Dino Spider

Così, accanto alle più costose "Ferrari" Dino 206 GT, venne deliberata la produzione delle più abbordabili (anche se sempre costose) versioni a marchio FIAT. In realtà, la condivisione tecnica tra le «Dino» della Ferrari e quelle della FIAT, era per lo più limitata al motore V6.
Le Dino 206 GT non venivano commercializzate con il marchio Ferrari, bensì con il marchio Dino, senza scritta Ferrari, né sui motori né sui cofani, e senza il cavallino rampante, che venivano riservate alle sole Ferrari con motori a 12 cilindri.
Sul modello FIAT, invece, l'impostazione tecnica era totalmente diversa e piuttosto classica: motore anteriore, trazione posteriore, avantreno a ruote indipendenti con triangoli sovrapposti, retrotreno a ponte rigido, cambio manuale a 5 marce e freni a disco (con servofreno) su tutte le ruote.
La prima "Dino" della FIAT ad essere presentata, fu la spider, una 2+1 posti disegnata da Pininfarina e non priva di similitudini estetiche coi modelli Ferrari; non era un caso, visto che derivava da alcuni bozzetti che lo stilista aveva presentato proprio alla Casa di Maranello.  Pininfarina si occupò, oltre al design, anche della costruzione del modello, presso i suoi stabilimenti.
L'esuberante e scorbutico motore V6 di 1987 cm³, tutto in alluminio e dotato di distribuzione a 4 alberi a camme in testa (2 per bancata), metteva in crisi il retrotreno. L'abbondante potenza (160 cv a 7200 giri/min) erogata in modo poco lineare, il passo corto (2256 mm) e l'arcaica geometria della sospensione posteriore, rendevano la Dino una vettura molto nervosa. Inoltre il basamento in alluminio del V6 soffriva i repentini sbalzi di temperatura, che tendevano a deformare le canne dei cilindri.
La carrozzeria coupé disegnata da Bertone, era dotata della stessa meccanica presente sulla Spider, eccetto il passo allungato a 2550 mm; la Coupé aveva però una impostazione più elegante che sportiva, dove le dimensioni dell'imponente coupé fastback, con abitabilità per 4 persone, erano importanti: 4514 mm di lunghezza e 1709 di larghezza. Anche in questo caso, come in quello della spider, la produzione venne affidata al designer stesso che ne produsse più di 6.000 esemplari nei cinque anni di vita del modello.
Il comportamento stradale era meno reattivo di quello della spider, soprattutto per il passo più lungo, la minor compattezza della carrozzeria (la spider era lunga 4107 mm) e la massa maggiore (1280 kg contro i 1150).

## L'evoluzione

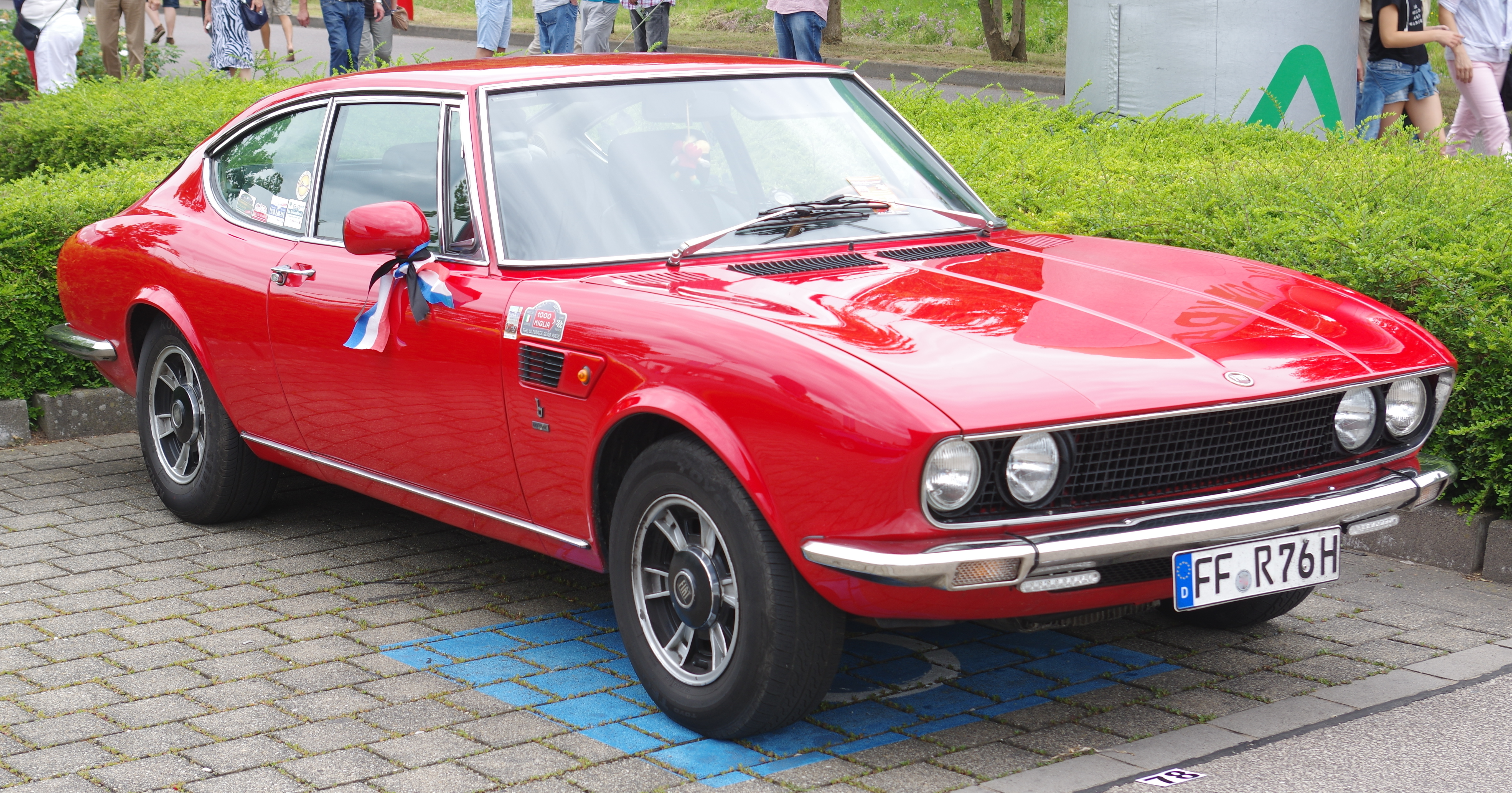
Dino 2,4

Nel 1969 entrambe le versioni vennero aggiornate. La cilindrata del motore, che adottò basamento in ghisa (la testa rimase in alluminio) per ovviare ai problemi della deformazione delle canne dei cilindri, crebbe a 2418 cm³ (la potenza era di 180 cv), mentre il retrotreno (ora identico a quello della 130) divenne a ruote indipendenti.
Con questo motore l'auto raggiungeva i 205 km/h nella versione coupé e i 210 in quella spider.
Gli interventi estetici furono minimi, sia per la spider che per il coupé: mascherina verniciata in nero opaco privo dello stemmino FIAT ora installato sul cofano motore, nuovi cerchi, plancia con consolle centrale ridisegnata e finiture migliorate, tra cui la predisposizione posteriore per cinture di sicurezza a due punti.
La produzione cessò nel 1972. Nessun modello ne raccolse l'eredità.

## La produzione

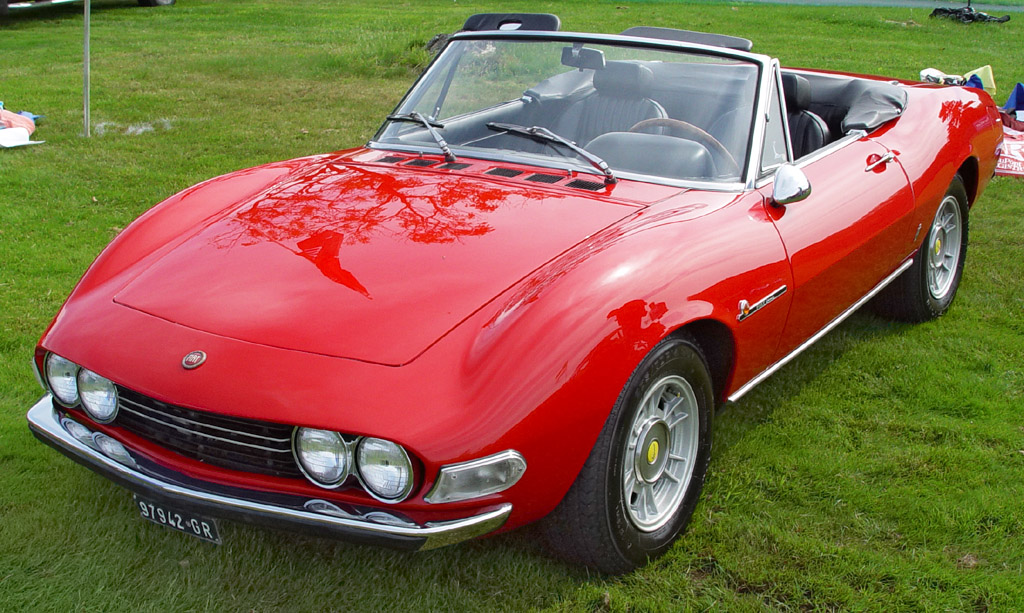
Fiat Dino 2.4 spider

In tutto sono state prodotte 7.651 FIAT Dino, il 79% delle quali (6.068) con carrozzeria coupé. La ripartizione tra i modelli è la seguente:
- Dino Spider 2.0: 1163 esemplari (Telai AS)
- Dino Spider 2.4: 420 esemplari (Telai BS)
- Dino Coupé 2.0: 3670 esemplari (Telai AC)
- Dino Coupé 2.4: 2398 esemplari (Telai BC)

Per ottenere la sospirata omologazione fu organizzata una prima serie di 500 spider; telai AS00001 - AS 000500; caratterizzati dall'assenza dell'accensione elettronica Dinoplex.